# Открой мне сердце
«Открой мне сердце» — дебютный студийный альбом Тани Терёшиной, выпущенный в апреле 2011 года на лейбле «Универсам Культуры»

## Создание альбома
Работа над пластинкой шла 4 года, и за это время 5 композиций были выпущены отдельными синглами: «Будет жарко», «Обломки чувств», «Вестерн», «Радио Га-га-га», «Как ты мог». Автором песен «Вестерн», «Обломки чувств» и «Точки над i» выступил музыкант Noize MC; кроме этого, над альбомом работали иностранные специалисты: Brian Rawling и Yoad Nevo.
Песня «Обломки чувств» добралась до 16-го места в чарте «Еврохит Топ 40» Европы Плюс, проведя там 31 неделю.

## Список композиций
| №   | Название                                   | Длительность |
| --- | ------------------------------------------ | ------------ |
| 1.  | «Понимай»                                  | 3:07         |
| 2.  | «Ближе, чем рядом»                         | 3:49         |
| 3.  | «Вестерн (feat. Жанна Фриске)»             | 3:17         |
| 4.  | «Как ты мог»                               | 3:40         |
| 5.  | «Обломки чувств»                           | 2:46         |
| 6.  | «Точки над i»                              | 3:22         |
| 7.  | «Не верь понтам»                           | 3:29         |
| 8.  | «Гудки»                                    | 2:20         |
| 9.  | «Радио Га-га-га»                           | 3:58         |
| 10. | «Весна»                                    | 3:27         |
| 11. | «О-о!»                                     | 2:32         |
| 12. | «So good to be wrong»                      | 3:52         |
| 13. | «Bulletproof»                              | 3:31         |
| 14. | «Music»                                    | 3:33         |
| 15. | «Будет жарко»                              | 3:04         |
| 16. | «Medias Gaga»                              | 4:02         |
| 17. | «Точки над i (DJ Miller & DJ Noize remix)» | 3:26         |
| 18. | «Обломки чувств (Vocal Club remix)»        | 5:57         |
| 19. | «Будет жарко (Aggressive remix)»           | 3:12         |
| 20. | «Понимай (Dance mix)»                      | 7:49         |

## Рецензии музыкальных критиков
| Оценки критиков     | Оценки критиков |
| Источник            | Оценка          |
| ------------------- | --------------- |
| InterMedia          | [ 4 ]           |
| Коммерсантъ-Weekend | (положительная) |
| KM.RU               | (положительная) |
| Newsmusic.ru        | [ 2 ]           |

Музыкальный критик Борис Барабанов положительно отнёсся к альбому, отметив то, что «среди авторов и продюсеров прочих песен много иностранцев, и даже если ухо режет своеобразный английский певицы, нельзя не заметить, что деньги, уплаченные легионерам, не были пущены на ветер».
Обозреватель портала Newsmusic.ru Дмитрий Прочухан положительно оценил танцевальные и англоязычные песни Терешиной, но отметил, что, «4 ремикса выглядят балластом: танцевальные версии на лиричные композиции звучат как пародия, да и 20 песен для альбома — это многовато».